# Eva Haldimann
Eva Haldimann, née Román le 8 mars 1927 à Budapest et morte le 15 septembre 2019 à Genève, est une critique littéraire et traductrice suisse du hongrois vers l'allemand.

## Biographie

### Enfance et formation
Eva Haldimann est titulaire d'un Doctorat de l'Université de Zurich en 1956. Son sujet de thèse porte sur les études critiques des traductions de pièces shakespeariennes. 

### Carrière
Elle travaille ensuite comme professeure de lycée avant de commencer une carrière de critique littéraire dès 1963 dans le journal suisse allemand Neue Zürcher Zeitung notamment sur la littérature hongroise contemporaine. Elle y écrira plus de trois cents critiques et son message était: Voyez ce que la littérature hongroise a à offrir, en termes de qualité, elle peut rivaliser avec les grandes littératures européennes". 
Le 19 mars 1977, elle rédige une critique littéraire dans le journal NZZ sur le livre Être sans destin de l'écrivain Imre Kertész le décrivant comme le « roman d'un homme désespéré» contribuant à le faire connaître en Occident »,,. 
Imre Kertész découvre par hasard la critique dans un journal abandonné dans une piscine de Budapest et une correspondance entre la critique littéraire et l'écrivain commence, accompagné également de plusieurs rencontres personnelle. Les lettres de Imre Kertesz issue de correspondance sont éditées  en 2009 sous le titre Briefe an Eva Haldimann.
Elle est aussi traductrice depuis le hongrois vers l'allemand de plusieurs romans de l'écrivaine Magda Szabó.  

## Œuvres
- 1985 : Im Mittelpunkt: Ungarn,  (ISBN 9783421062864)
- 1995 : Aspekte und Profile der ungarischen Gegenwartsprosa
- 1997 : Momentaufnahmen aus dreissig Jahren ungarischer Literatur, Corvina,  (ISBN 963-13-4202-6)

## Distinction
- 1991 : Ordre du mérite hongrois en reconnaissance de son activité de vulgarisation des œuvres littéraires hongroises à l'étranger[7]
- 1992 : membre honorifique de l'Académie Széchenyi des arts et lettres[8],[9]